# Oncholaimus thysanouraios
Oncholaimus thysanouraios är en rundmaskart som först beskrevs av Mawson 1958.  Oncholaimus thysanouraios ingår i släktet Oncholaimus och familjen Oncholaimidae. Inga underarter finns listade i Catalogue of Life.